# Panda Kopanda
Panda Kopanda (パンダ・コパンダ, Panda Kopanda, letterlijk te vertalen als "Panda, Baby Panda") is een Japanse animefilm uit 1972, geschreven door Hayao Miyazaki en geregisseerd door Isao Takahata nog voordat zij Studio Ghibli begonnen. Deze film stamt uit de tijd van een grote pandahype in Japan, veroorzaakt door een leen van reuzenpanda's uit China. De korte film werd een groot succes, en kreeg een jaar later een vervolg getiteld Panda Kopanda: Amefuri Circus no Maki
De plot draait om Mimiko, een intelligent jong meisje dat op een dag een pandajong vindt dat wordt opgevoed door zijn vader. Ze vormt een hechte band met de twee panda’s, en beleeft met hen uiteenlopende dingen.
In 2008 kwam er in Japan een nieuwe Panda Kopanda-dvd uit, hetgeen uitgebreid geadverteerd werd, onder andere in het Ghibli Museum.